# Gruber Logistics

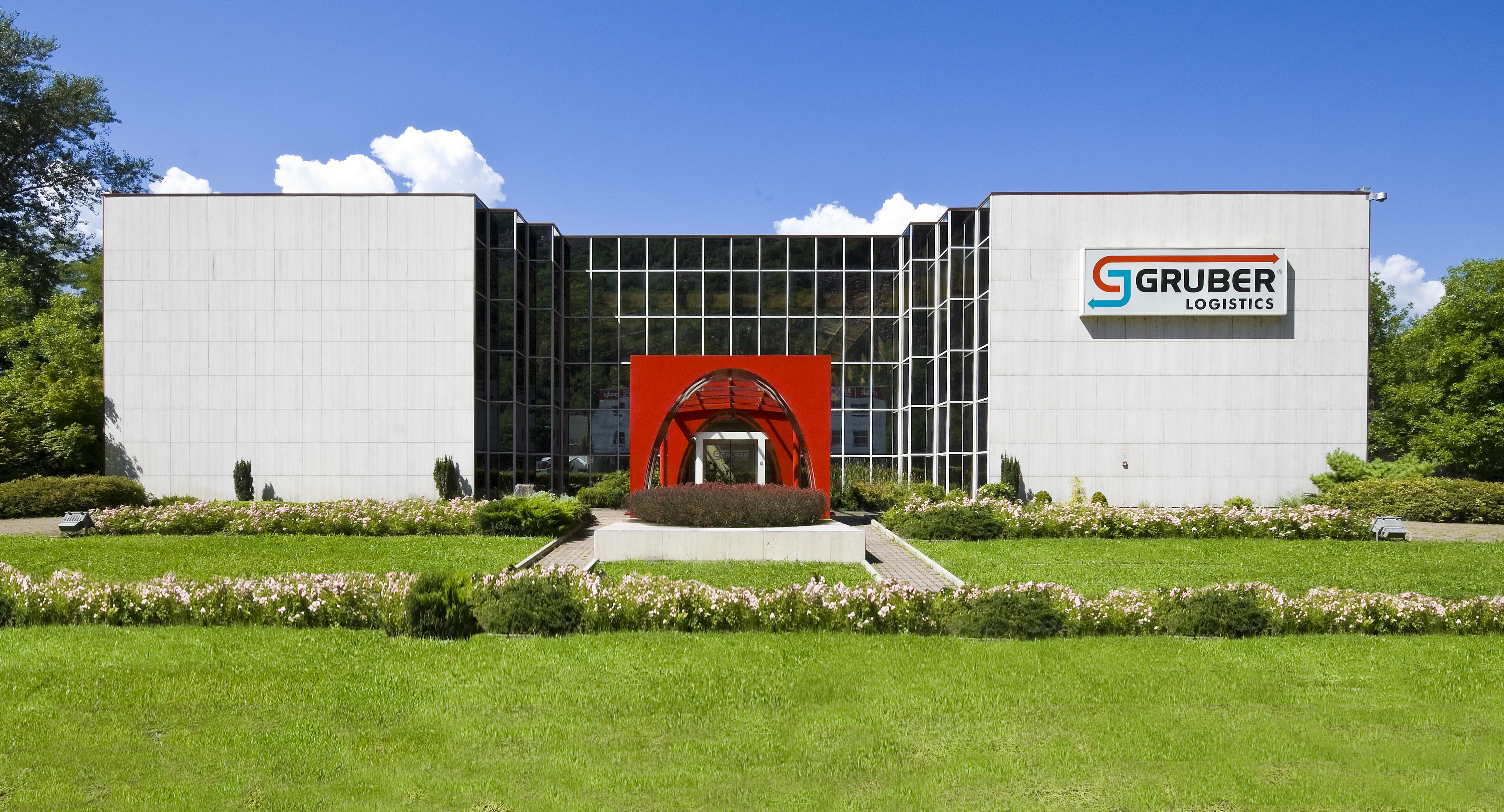
GRUBER Logistics Hauptsitz in Auer, Südtirol

GRUBER Logistics  ist ein internationales Transportunternehmen in Familienbesitz mit Sitz in Auer, Südtirol das Niederlassungen in Europa und Asien betreibt. Am 22. September 2022 wurde der Zusammenschluss mit Universal Transport aus Deutschland bekannt gegeben.

## Geschichte
Gruber Logistics wurde 1936 von Josef Gruber gegründet und befindet sich seit drei Generationen in Familienbesitz. Anfangs als Transportvermittler und Zollspedition tätig, stieg Familie Gruber in den grenzüberschreitenden Warenverkehr ein und eröffnete 1963 in Kiefersfelden in Deutschland die erste Auslandsniederlassung. Im Laufe der 1970er Jahre begann das Unternehmen in eigene Fahrzeuge zu investieren und sich in verschiedenen Bereichen der Logistik weiterzuentwickeln. Anfang der 1980er Jahre wurde das Unternehmen zunehmend auch im Bereich Schwer- und Sondertransporte aktiv. Mittlerweile stellt Schwergut das Kerngeschäft der Unternehmensgruppe dar, die heute in insgesamt elf Ländern präsent ist.
Das Unternehmen setzte durch Intermodaltransporte früh auf eine nachhaltige Umweltpolitik und ist in den letzten Jahren als Logistiker verstärkt im Wind- und Solarenergiesektor tätig.

## Tätigkeiten
Der inhabergeführte Konzern beschäftigt über 1.200 Mitarbeiter in Festanstellung und verfügt über einen Fuhrpark von 1.300 Transporteinheiten.
Zurzeit werden Dienstleistungen in den folgenden Bereichen angeboten:
- Internationale Ladungsverkehre (Komplett- und Teilladungen, intermodal)
- Internationale Distribution
- Logistic Services
- Luft- und Seefracht
- Project Cargo
- Schwer- und Sondertransporte
- Montage

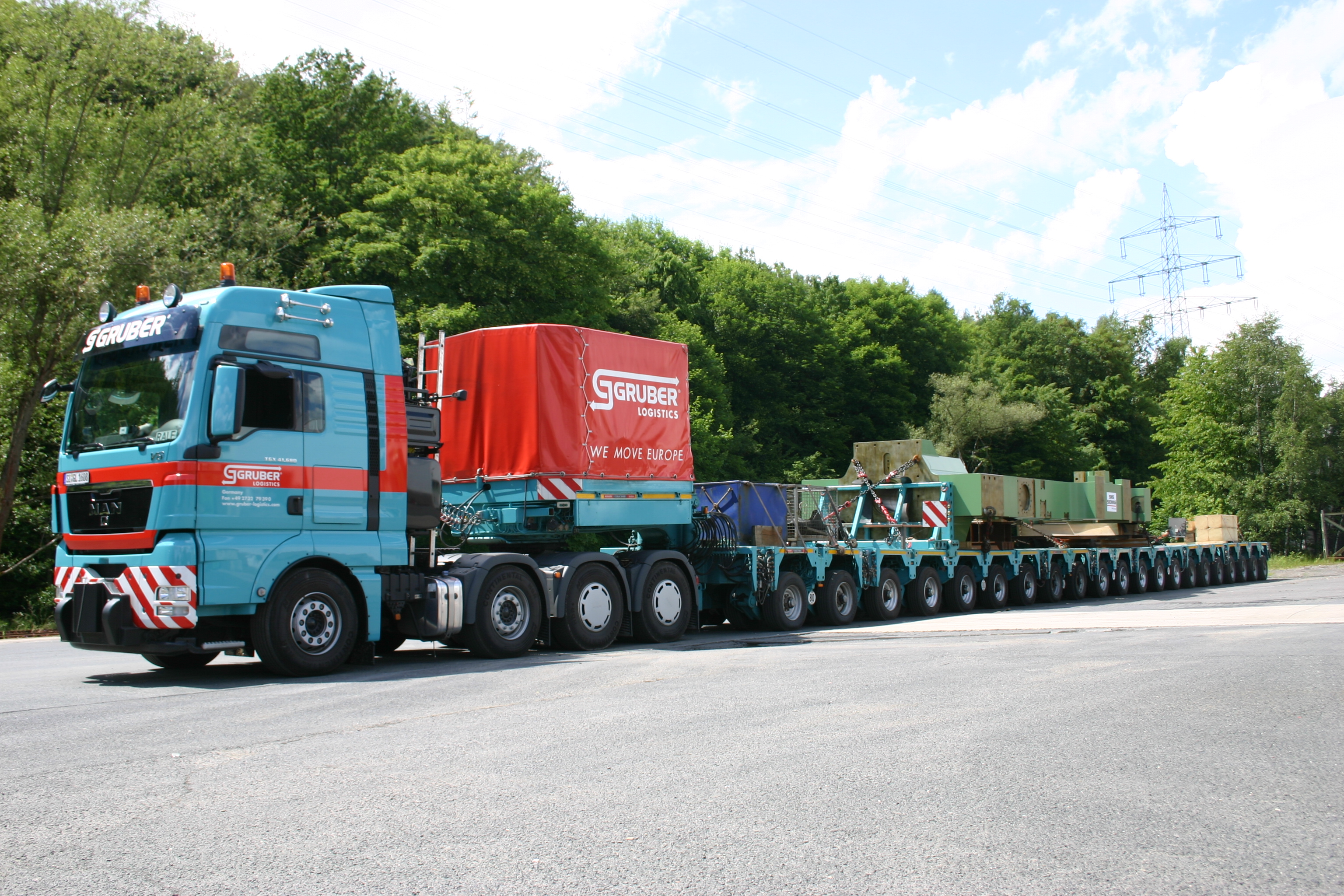
Schwerguttransport
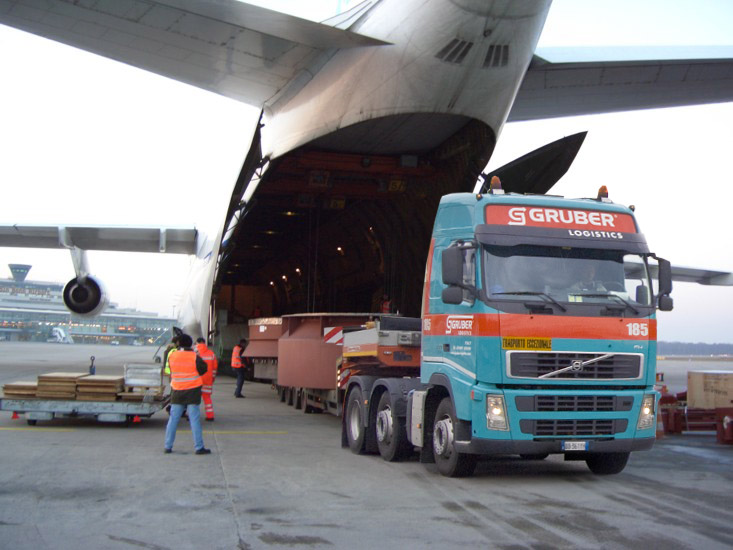
Luftfracht
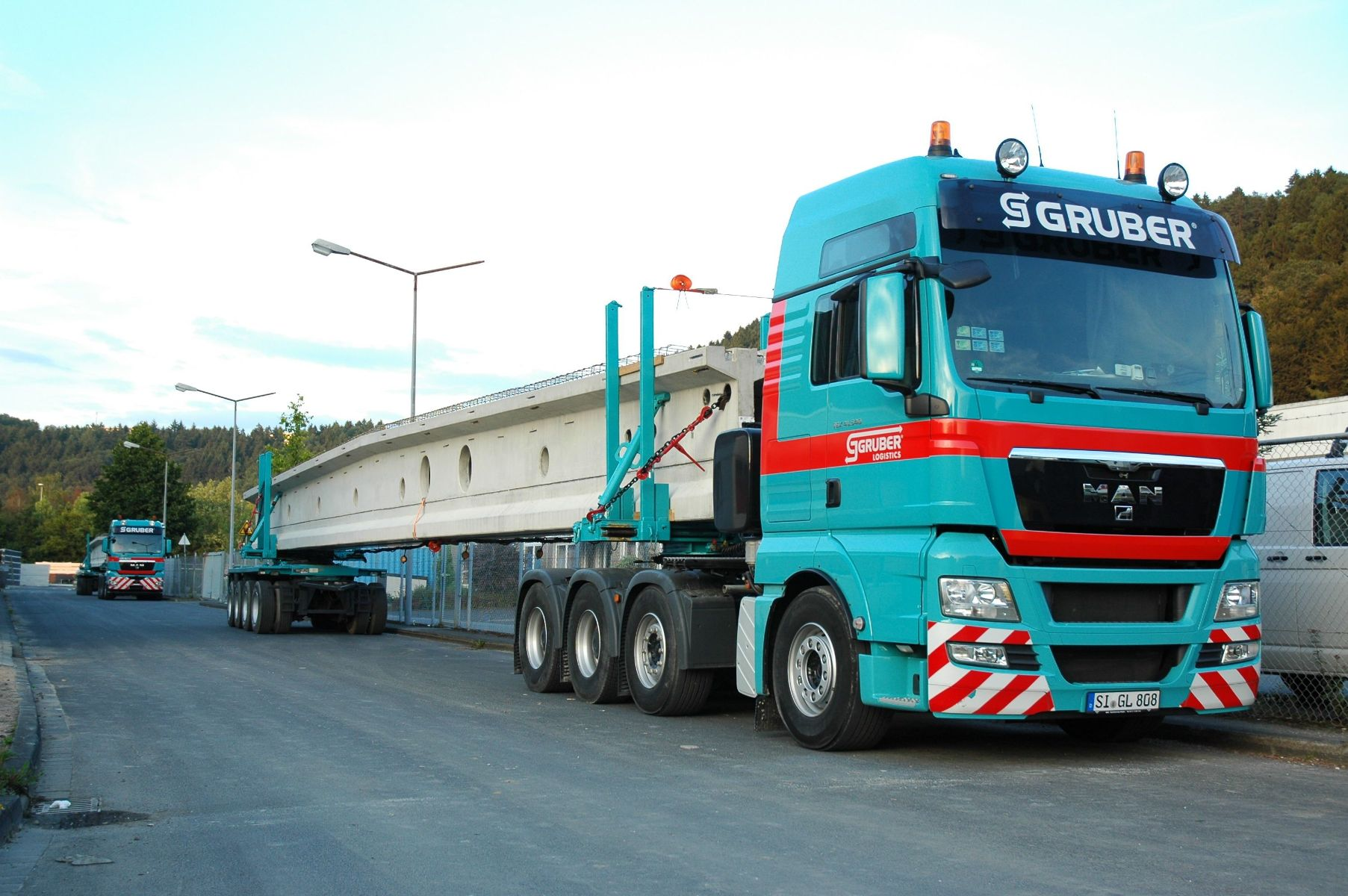
Nachläufer

## Niederlassungen
Das Unternehmen hat Niederlassungen in elf Ländern:
- Italien: Auer, Napoli, Verona, Padua, Aprilia, Milan, Triest, Bari, Turin, Pesaro, Cesena, Bologna, Florenz
- Österreich: Kufstein, Wien
- Deutschland: Kreuztal, Langenhagen/Hannover, Hamburg, München, Nürnberg, Pleissa, Zwickau, Leipzig, Köln/Bergisch Gladbach, Bremen, Bochum, Berlin
- Niederlande: Gorinchem, Zevenbergen
- Belgien: Gosselies
- Russland: St. Petersburg
- Litauen: Vilnius
- Rumänien: Oradea
- China: Shanghai
- Polen: Katowice
- Vereinigtes Königreich: London